# 브이 포 벤데타
《브이 포 벤데타》(V for Vendetta)는 앨런 무어가 집필하고 데이비드 로이드가 그림을 그린, 10개의 이슈로 이루어진 만화로, 디스토피아가 된 1980년대에서 1990년대의 영국을 배경으로 하고 있다. 주인공은 전체주의 정부를 전복시켜 혁명을 이루려고 하는 미스터리한 무정부주의자이자 아나키즘 신봉자〈브이〉이다.
만화의 배경은 핵전쟁 이후의 영국이다. 이 세계관에서는 핵전쟁으로 세계의 대부분이 파괴되고, 〈노스파이어〉라고 하는 파시스트들이 영국을 지배하게 된다. 가이 포크스 코스튬을 한 무정부주의 혁명가 브이는 정권을 붕괴시키기 위한, 정교하면서도 폭력적이고 극적인 계획을 시작한다. 2005년에는 동명의 영화 《브이 포 벤데타》가 제작되어 2006년에 개봉되었다.